# Philippa Strache
Philippa Strache (Bécs, 1987. december 1. –) osztrák politikus, Heinz-Christian Strache második felesége.

## Életpályája
2019. október 23-án az Osztrák szövetségi parlament (Nationalrat) képviselője lett és ezen a napon kizártak őt az Osztrák Szabadságpártból.